# Гвардійська вулиця (Мелітополь)
Гвардійська вулиця — вулиця в Мелітополі.

## Розташування
Розташувується на північно-західній околиці міста в районі Авіамістечко, недалеко від військового аеродрому. Центральна проїжджа частина починається від Західно-Лінійної вулиці, де з'єднується пішохідним мостом через залізницю з вулицею Чкалова і кінцевою автобусною зупинкою «Північний переїзд», а закінчується біля КПП аеродрому.
До вулиці відноситься весь житловий масив району. На півночі до житлового масиву примикає гаражний кооператив «Політ».

## Назва
«Гвардійська» — поширена назва серед вулиць колишнього СРСР, на яких розташовані військові гарнізони.
Незважаючи на те, що в авіамістечку постійне населення було ще з кінця 1950-х років, вулиця отримала свою назву лише в 2003 році. У часи, коли вулиця була безіменною, для позначення поштової адреси використовувалося назву «Мелітополь-7».

## Історія
Військові об'єкти на території нинішнього авіамістечка знаходилися ще до війни.
У 1958 році зі Стрия сюди був переведений Стрийський авіаційний полк.
До 1961 року в авіамістечку вже були побудовані 10 двох-трьох-поверхових будинків і кілька одноповерхових «фінських» будиночків.
Довгий час в районі не було вулиці з власною назвою, і лише 15 квітня 2003 було прийнято рішення про присвоєння їй найменування.
В 2017 обговорювалось, але так і не було затверджене перейменування вулиці на честь Олександра Бєлого, мелітопольського льотчика, командира військово-транспортного літака Іл-76, збитого бойовиками ДНР над Донецьким аеропортом 14 червня 2014 року

## Об'єкти
- 44-й гарнізонний будинок офіцерів;
- початкова школа № 2;
- дитсадок № 8 «Зірочка»;
- поштове відділення № 7;
- відділення «Укртелеком»;
- комунальне підприємство «Житлосервіс Авіа»;
- КПП аеродрому.

## Галерея

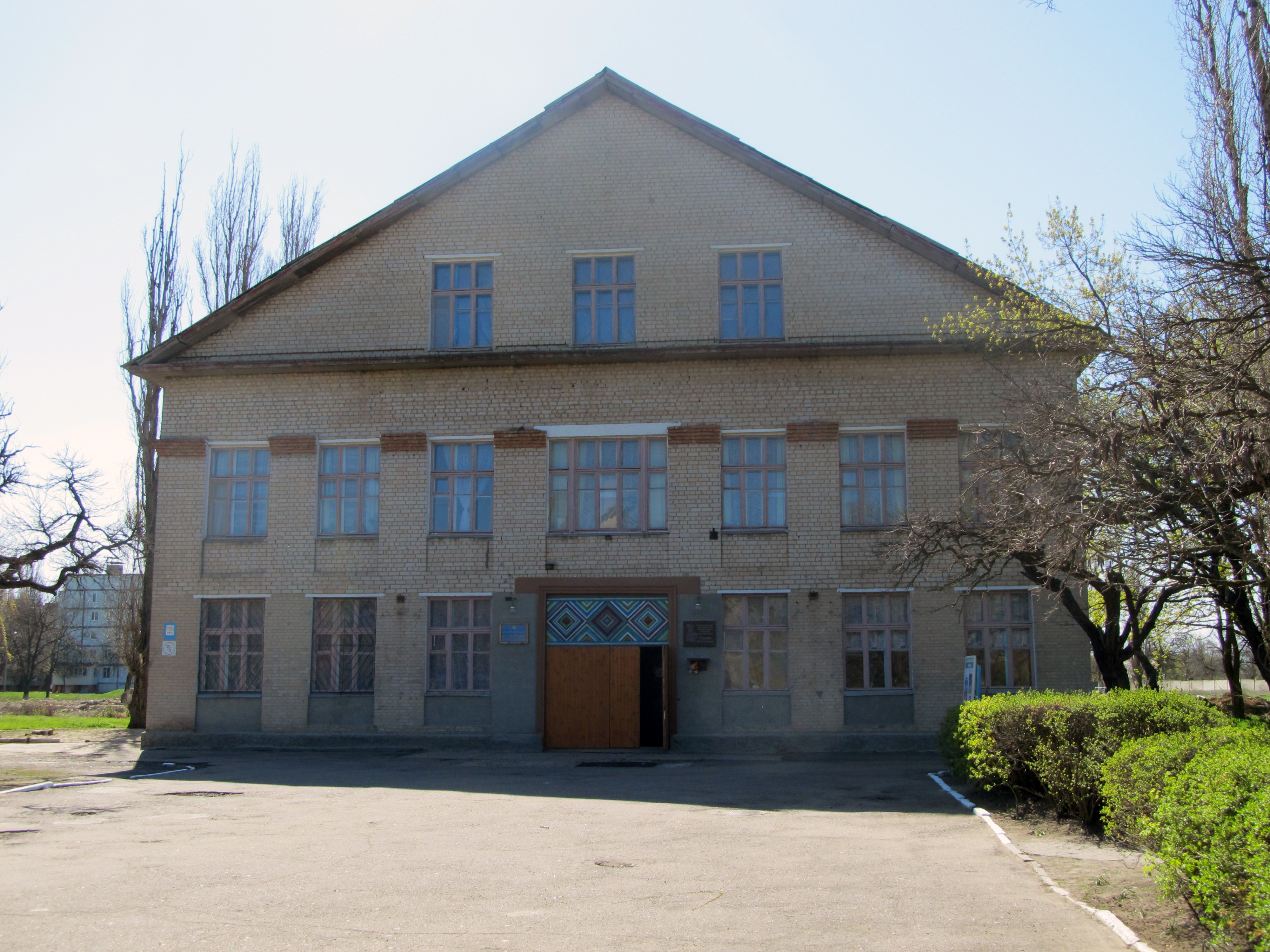
Gvardeyskaya Str., Melitopol, Zaporizhia Oblast, Ukraine 02
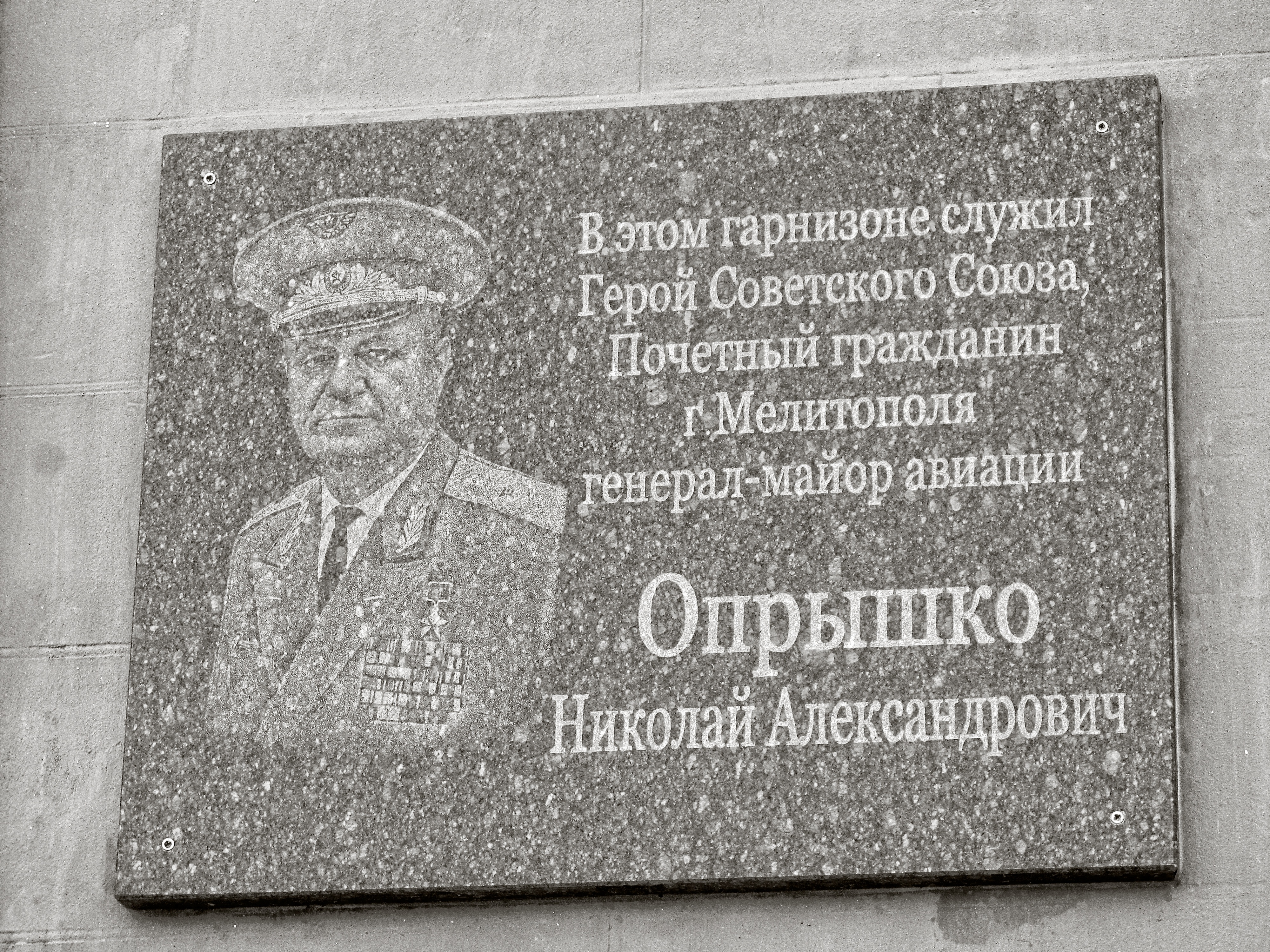
Gvardeyskaya Str., Melitopol, Zaporizhia Oblast, Ukraine 03
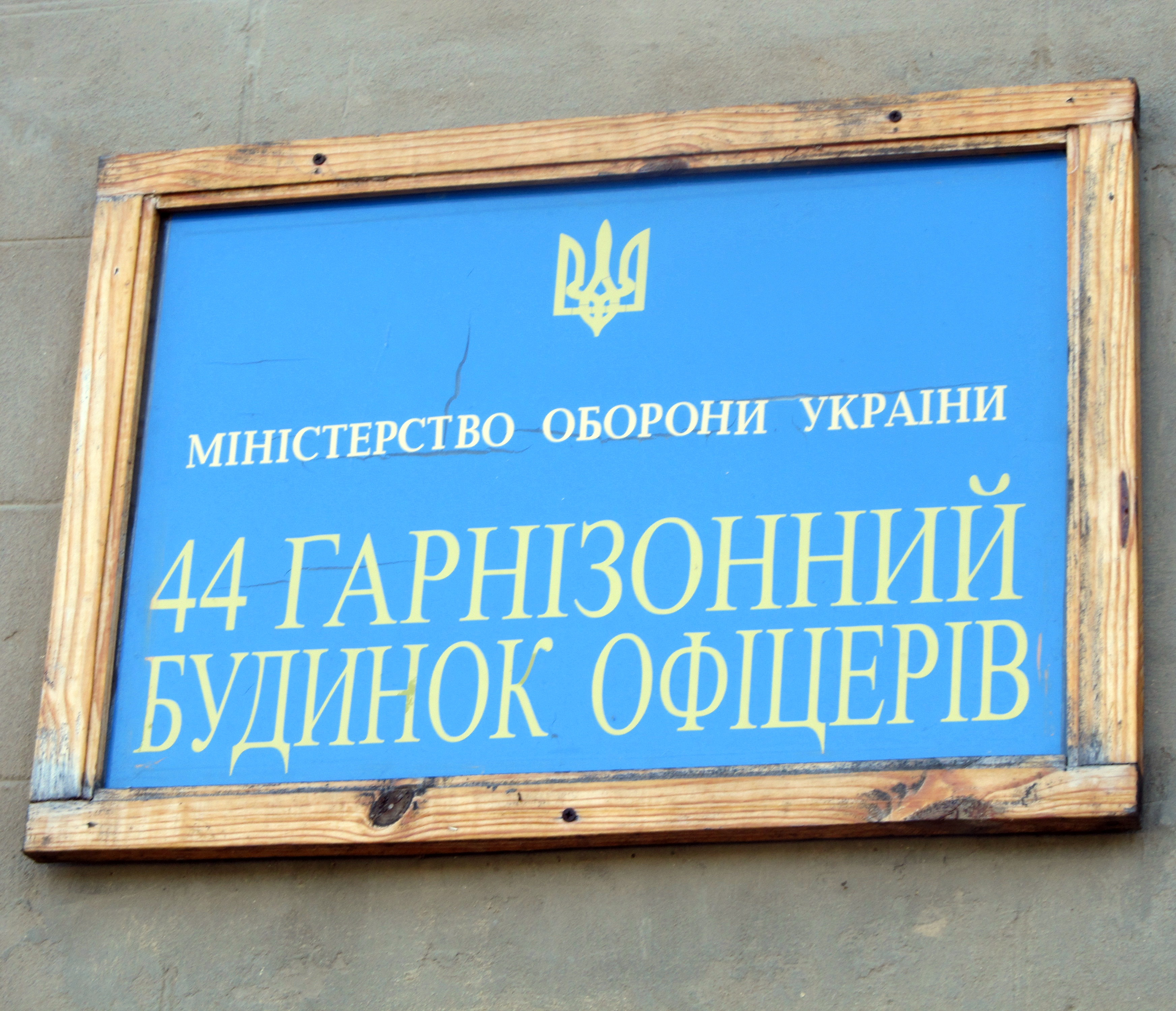
Gvardeyskaya Str., Melitopol, Zaporizhia Oblast, Ukraine 04
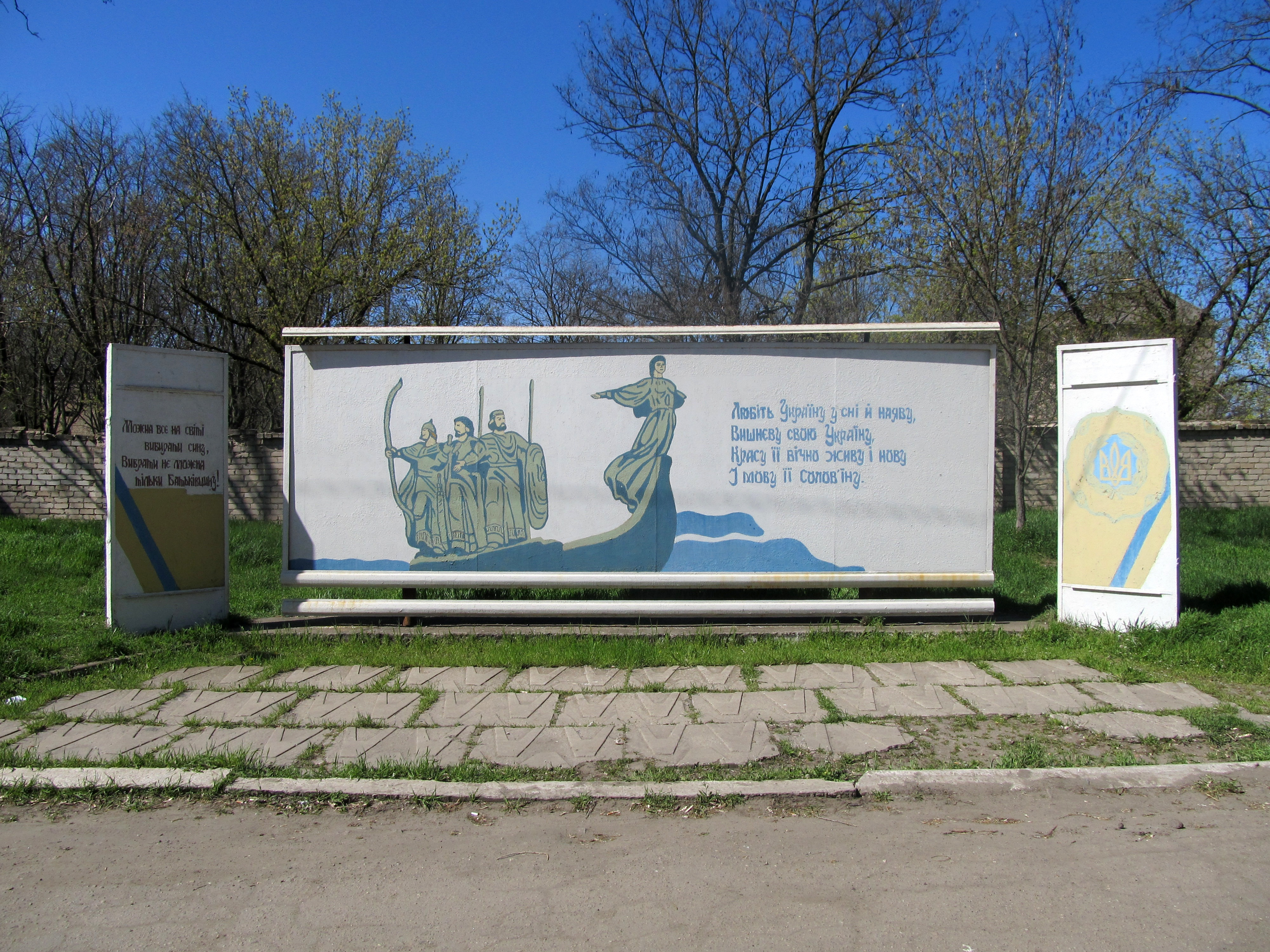
Gvardeyskaya Str., Melitopol, Zaporizhia Oblast, Ukraine 05
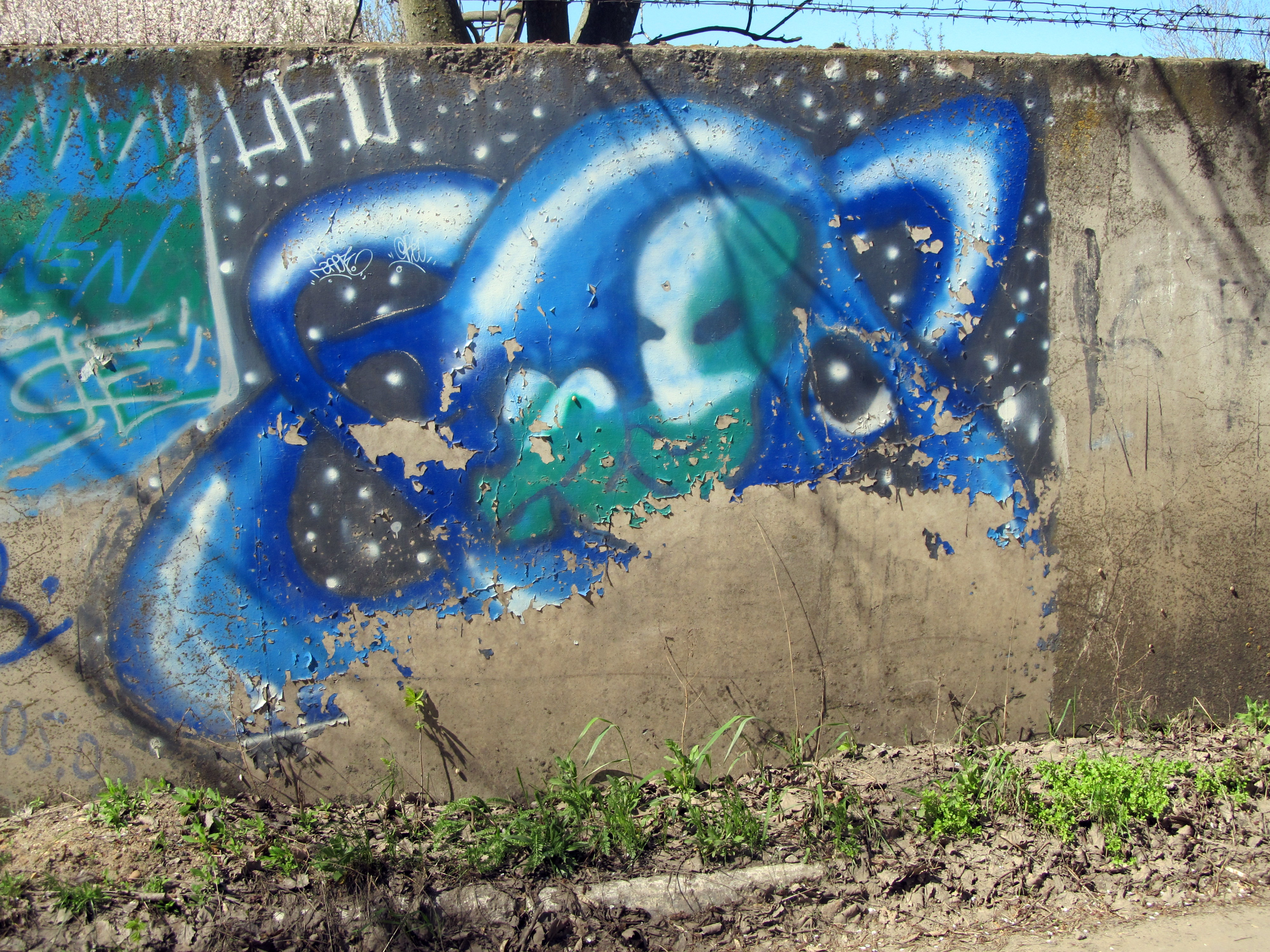
Gvardeyskaya Str., Melitopol, Zaporizhia Oblast, Ukraine 06
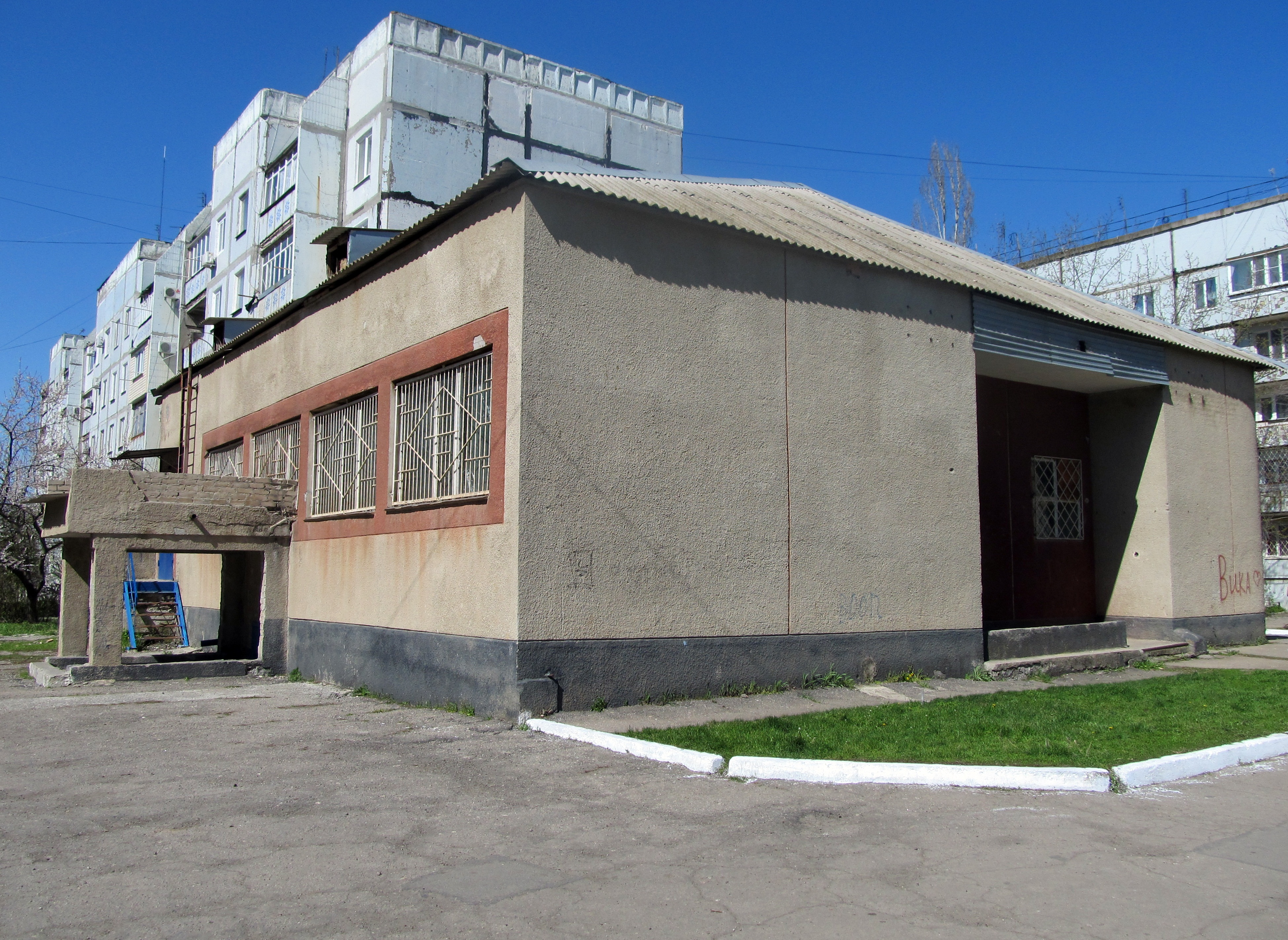
Gvardeyskaya Str., Melitopol, Zaporizhia Oblast, Ukraine 07
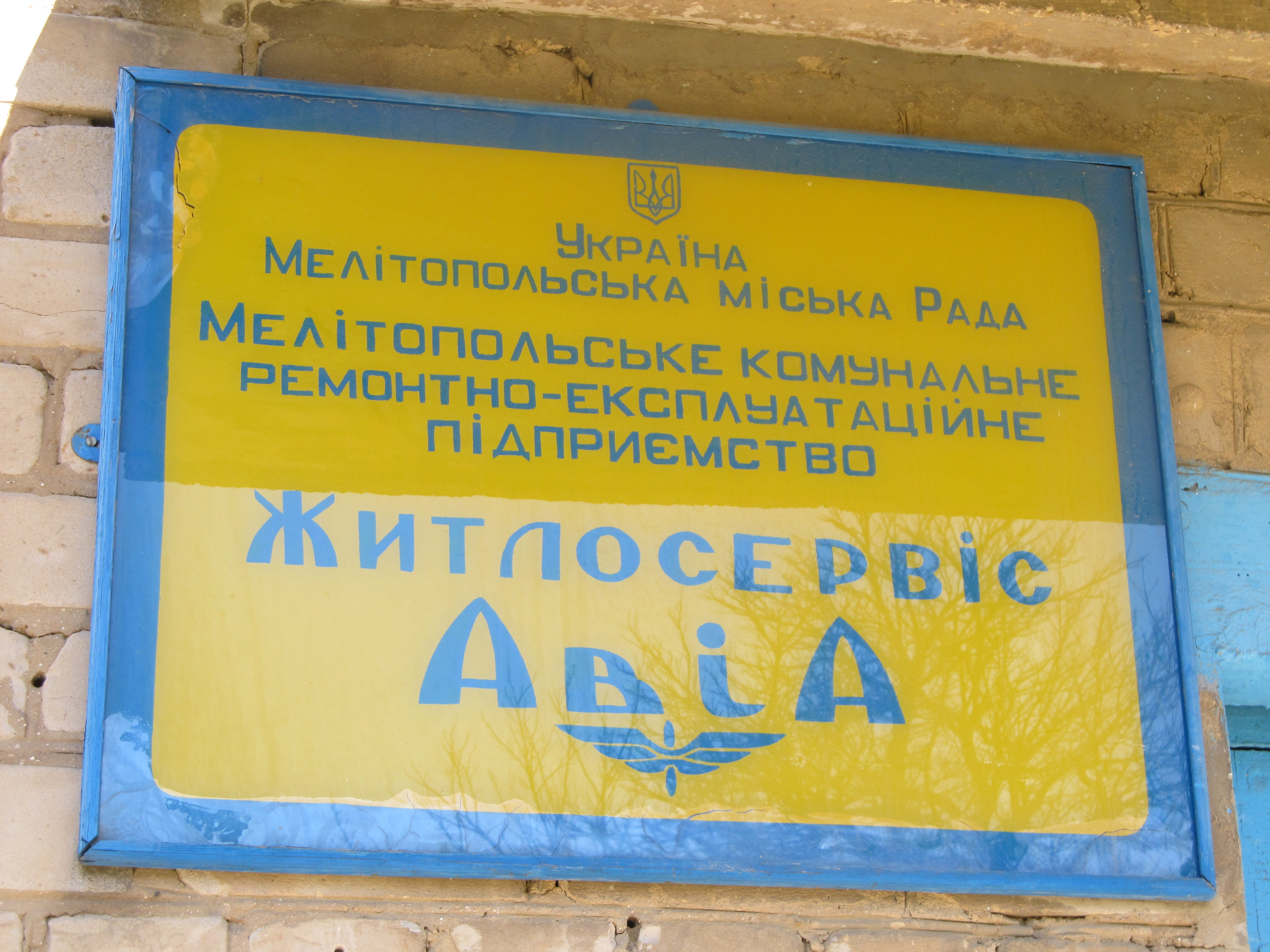
Gvardeyskaya Str., Melitopol, Zaporizhia Oblast, Ukraine 08
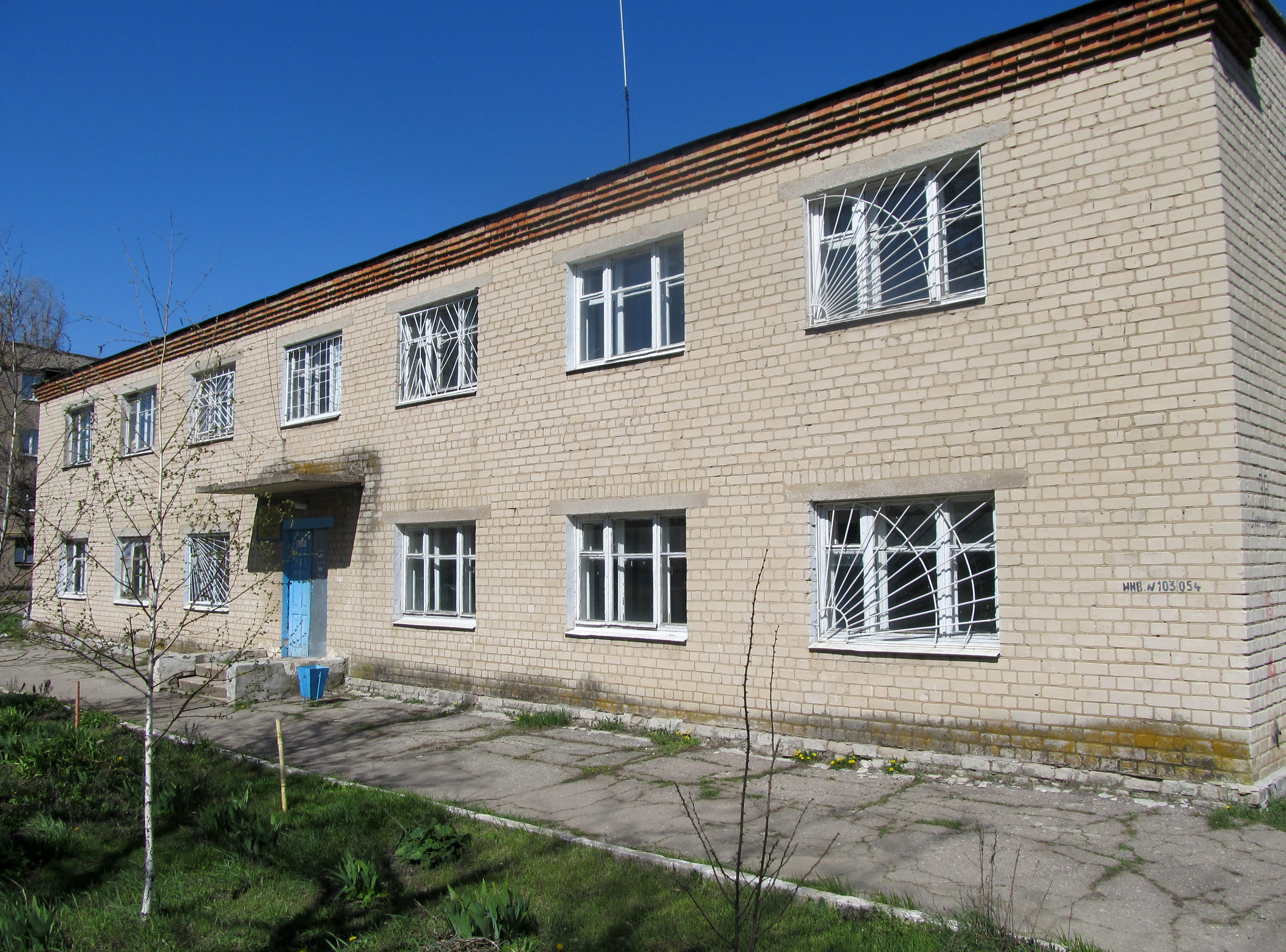
Gvardeyskaya Str., Melitopol, Zaporizhia Oblast, Ukraine 09
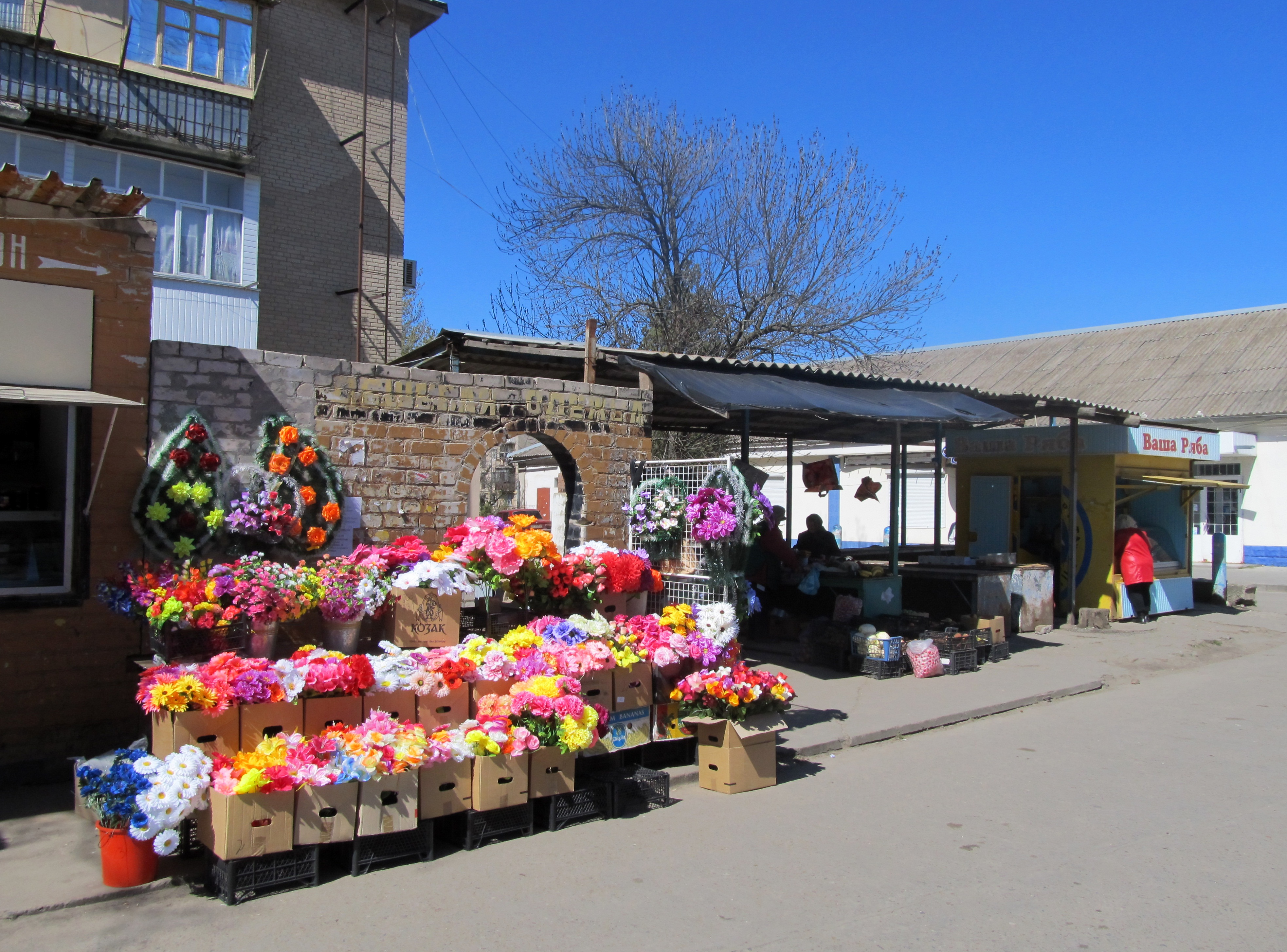
Gvardeyskaya Str., Melitopol, Zaporizhia Oblast, Ukraine 10
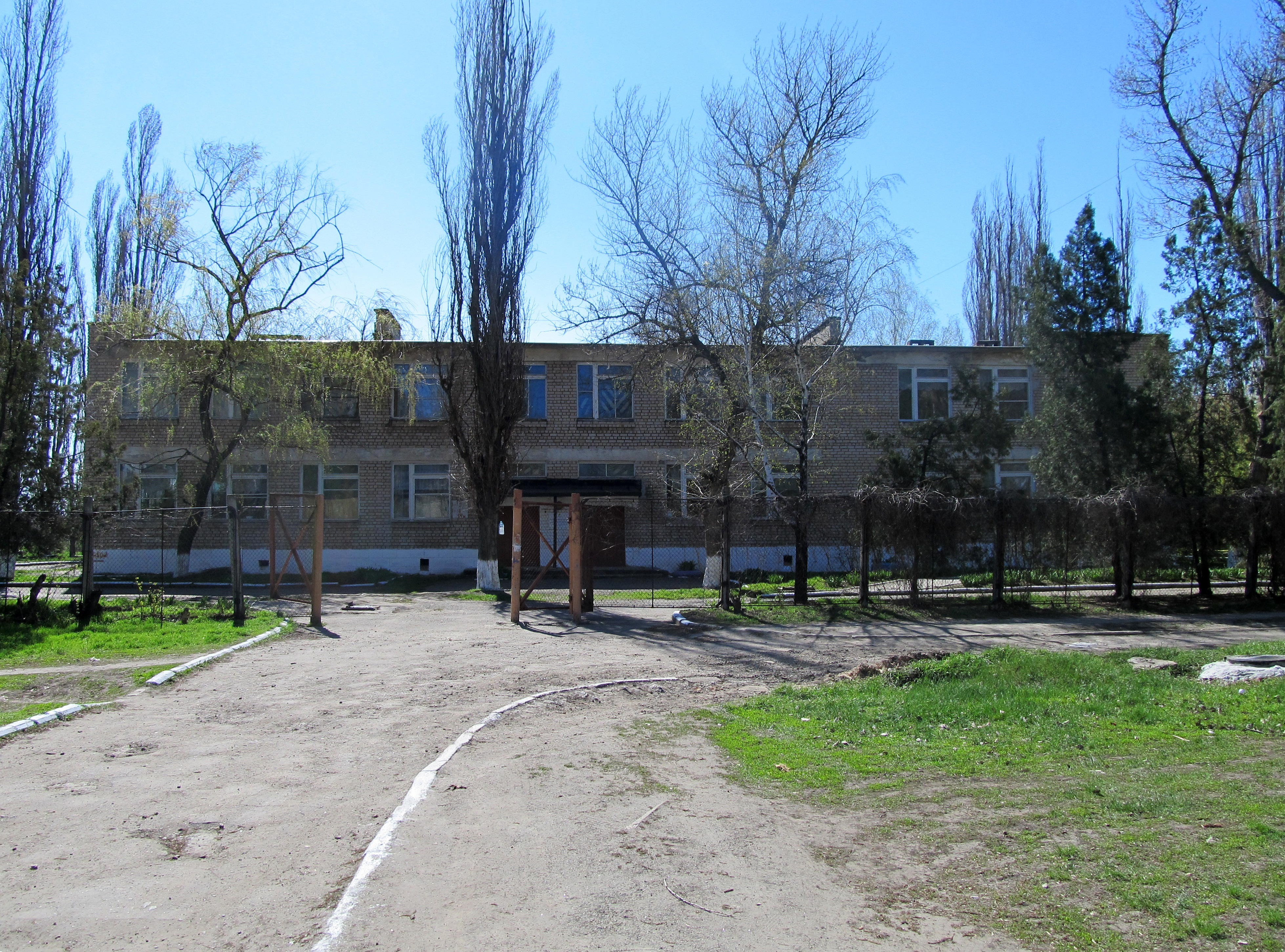
Gvardeyskaya Str., Melitopol, Zaporizhia Oblast, Ukraine 11
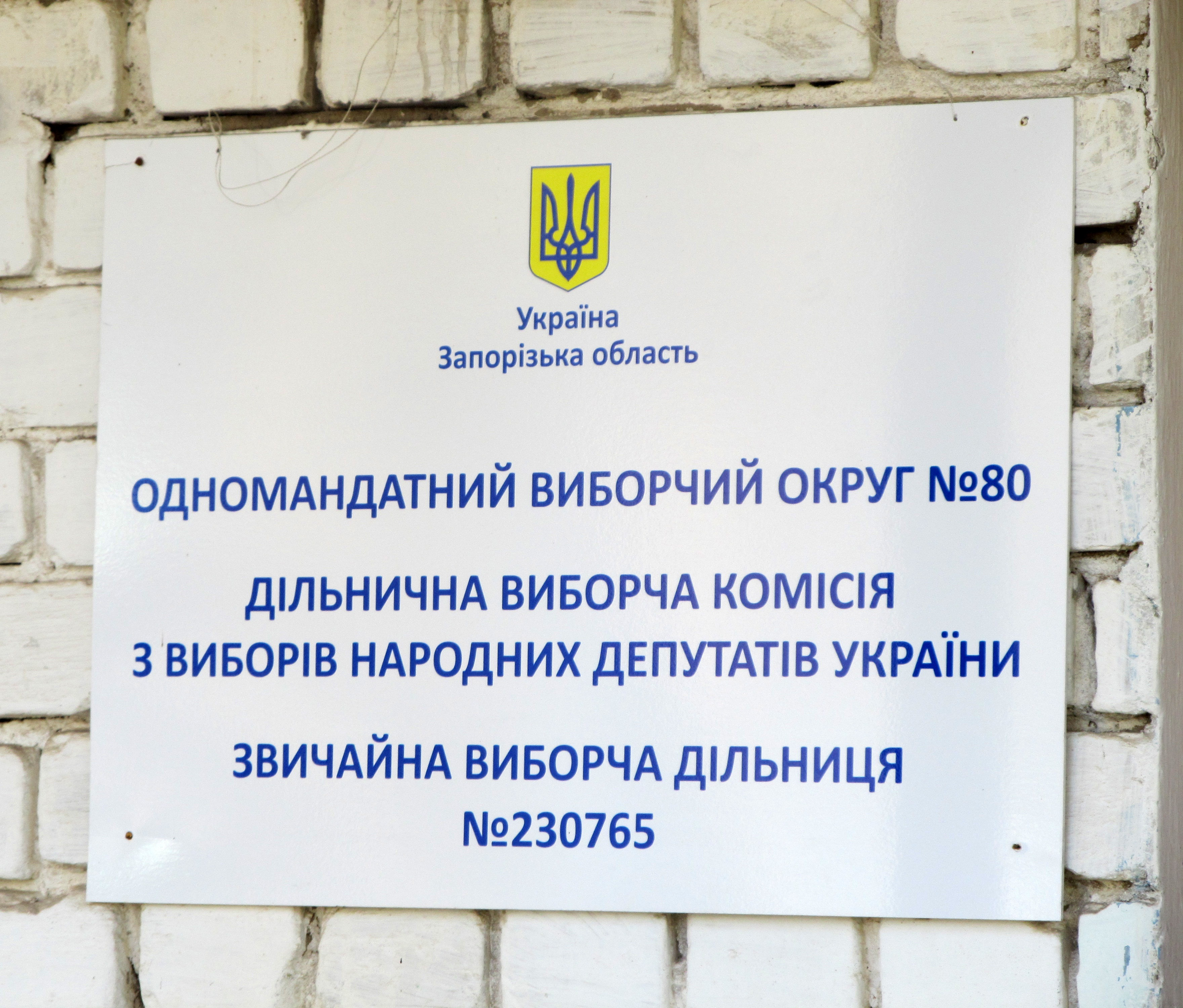
Gvardeyskaya Str., Melitopol, Zaporizhia Oblast, Ukraine 12
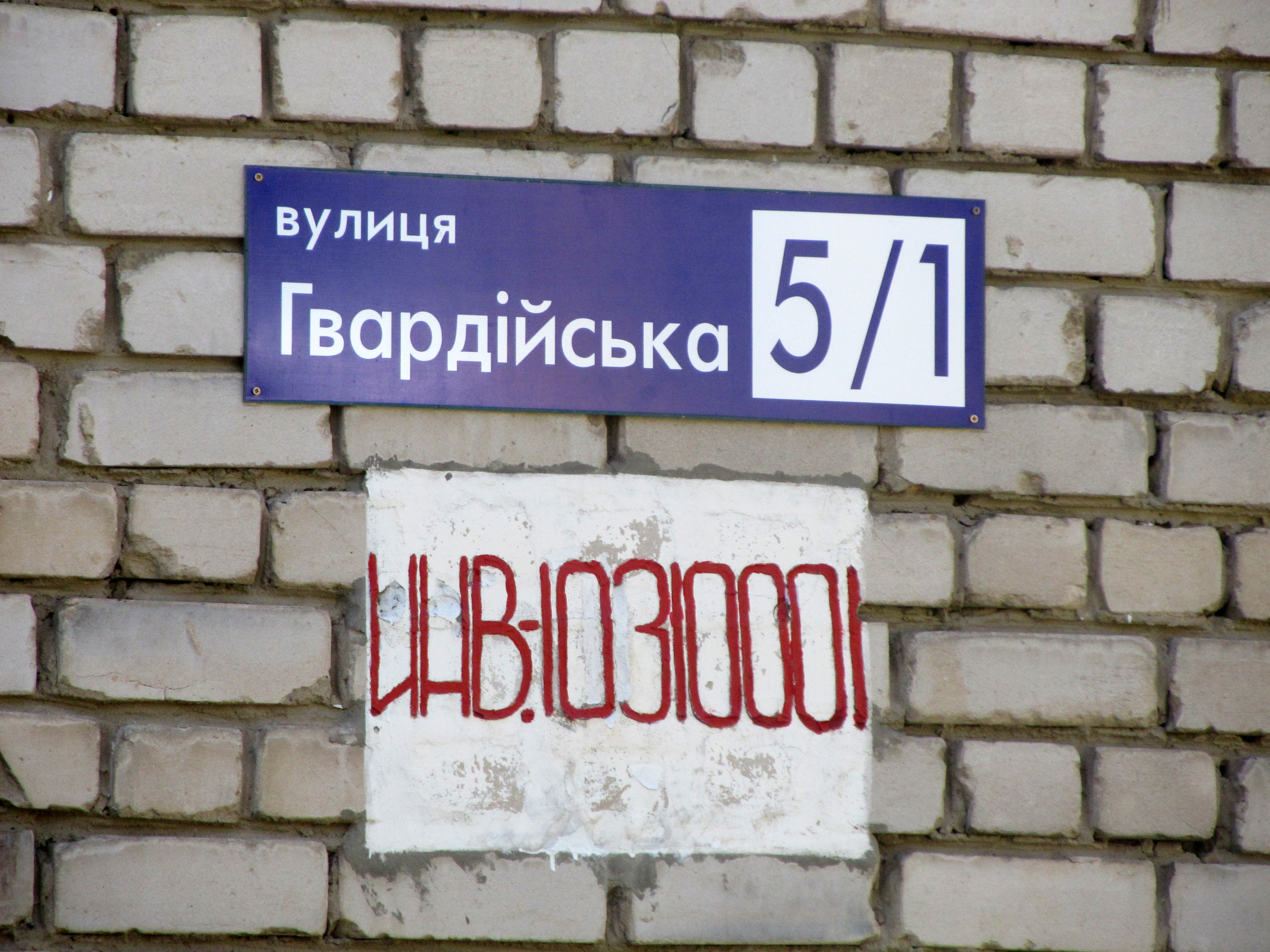
Gvardeyskaya Str., Melitopol, Zaporizhia Oblast, Ukraine 13
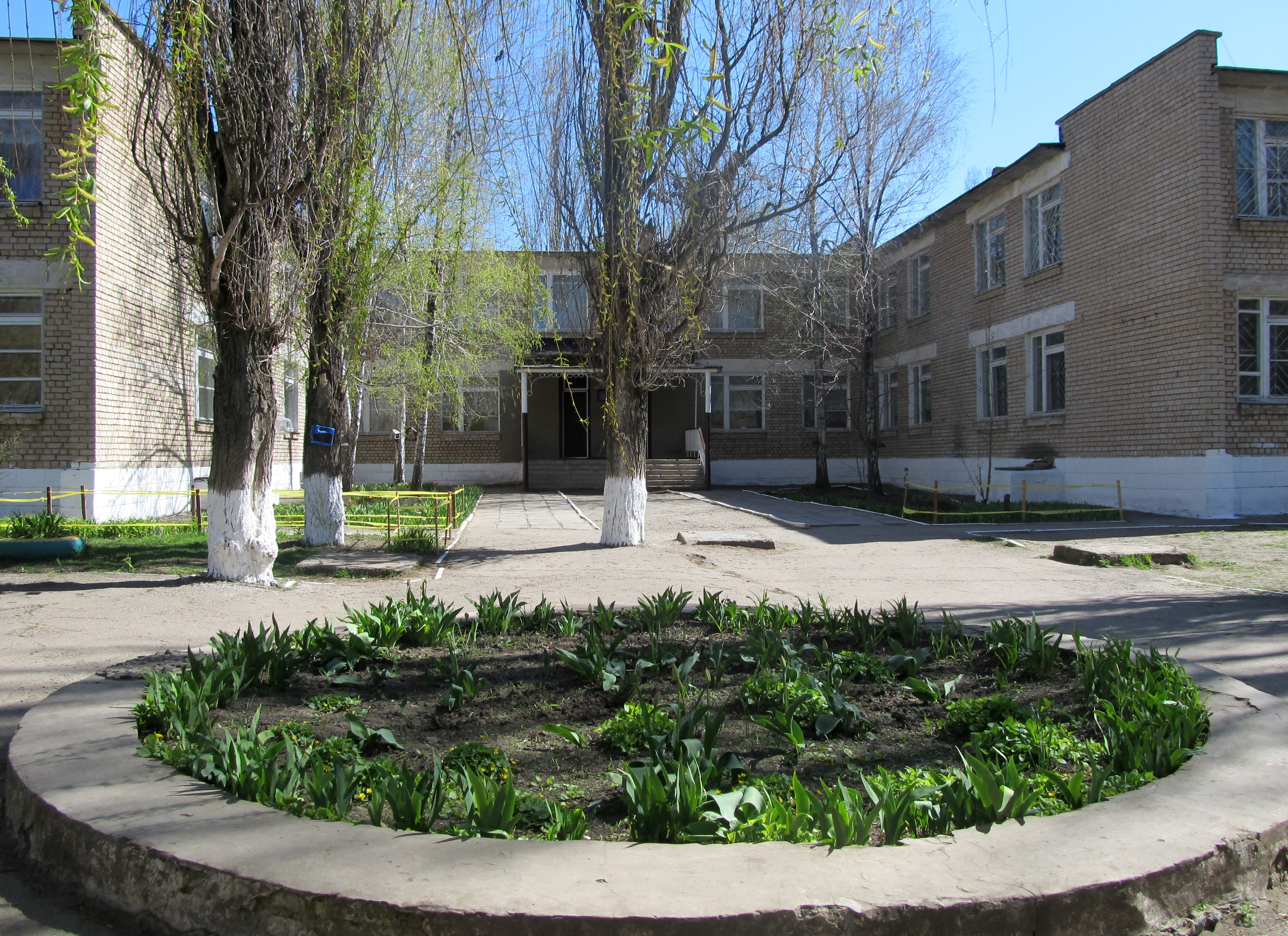
Gvardeyskaya Str., Melitopol, Zaporizhia Oblast, Ukraine 14
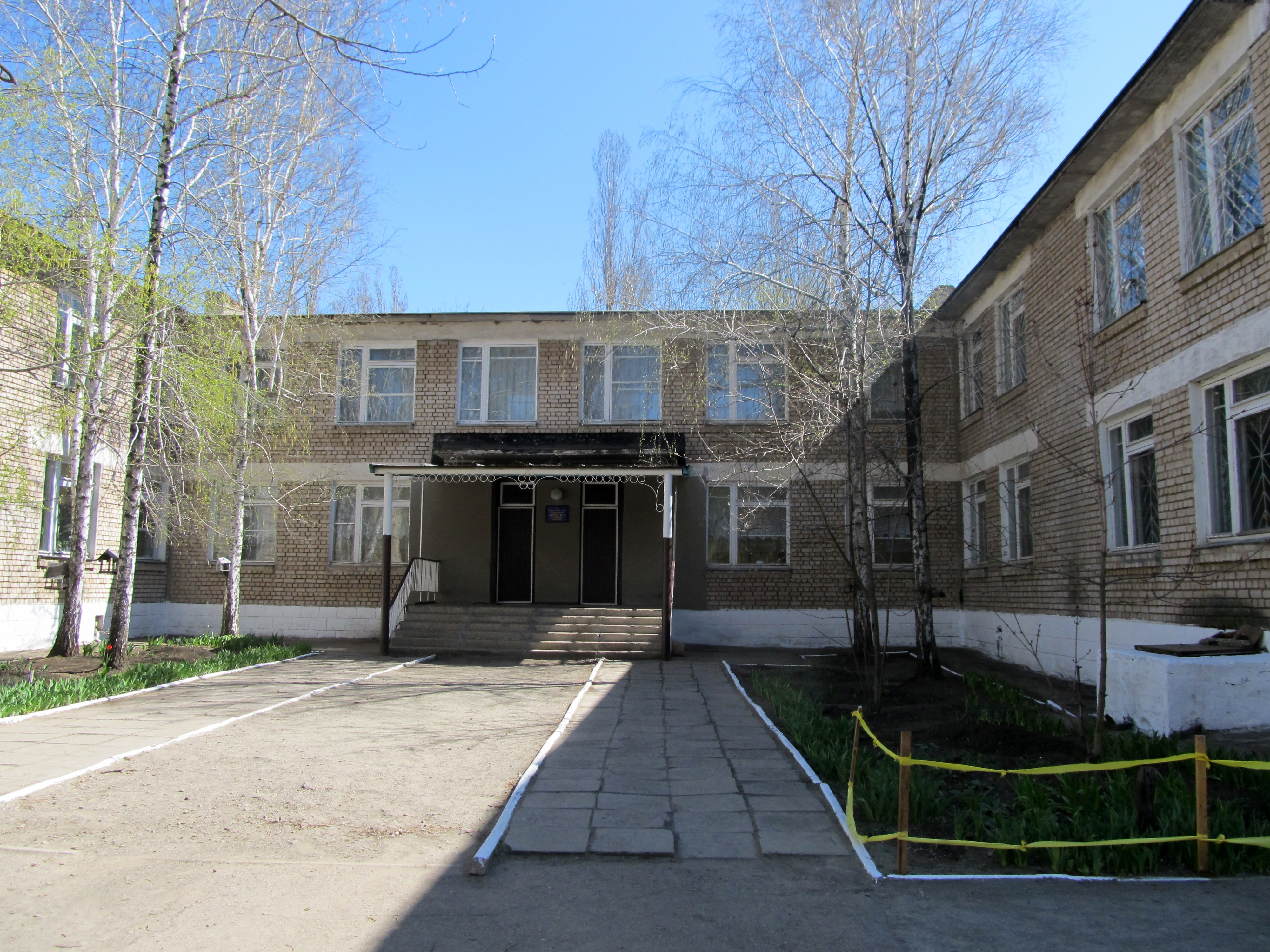
Gvardeyskaya Str., Melitopol, Zaporizhia Oblast, Ukraine 15
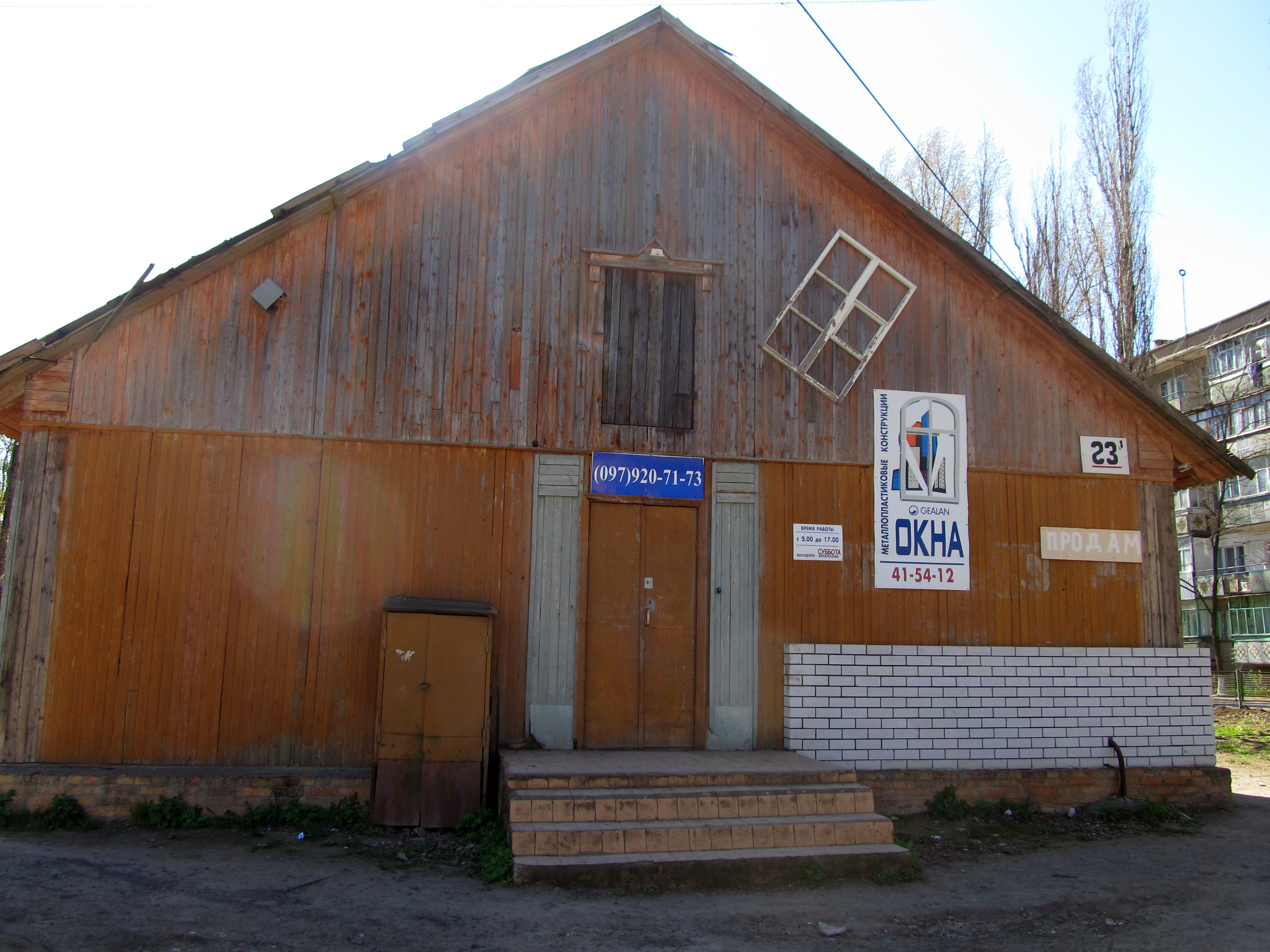
Gvardeyskaya Str., Melitopol, Zaporizhia Oblast, Ukraine 16
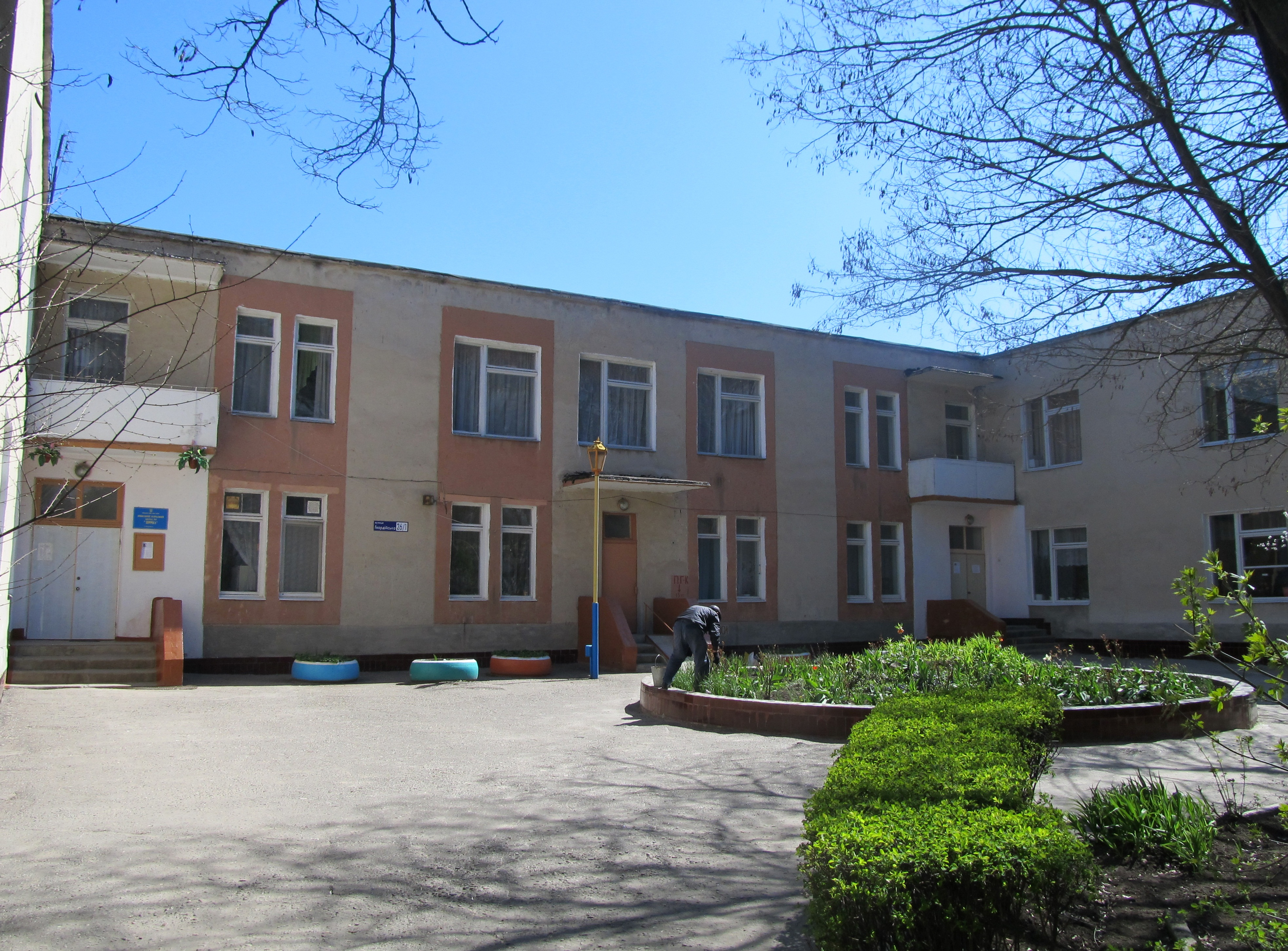
Gvardeyskaya Str., Melitopol, Zaporizhia Oblast, Ukraine 17
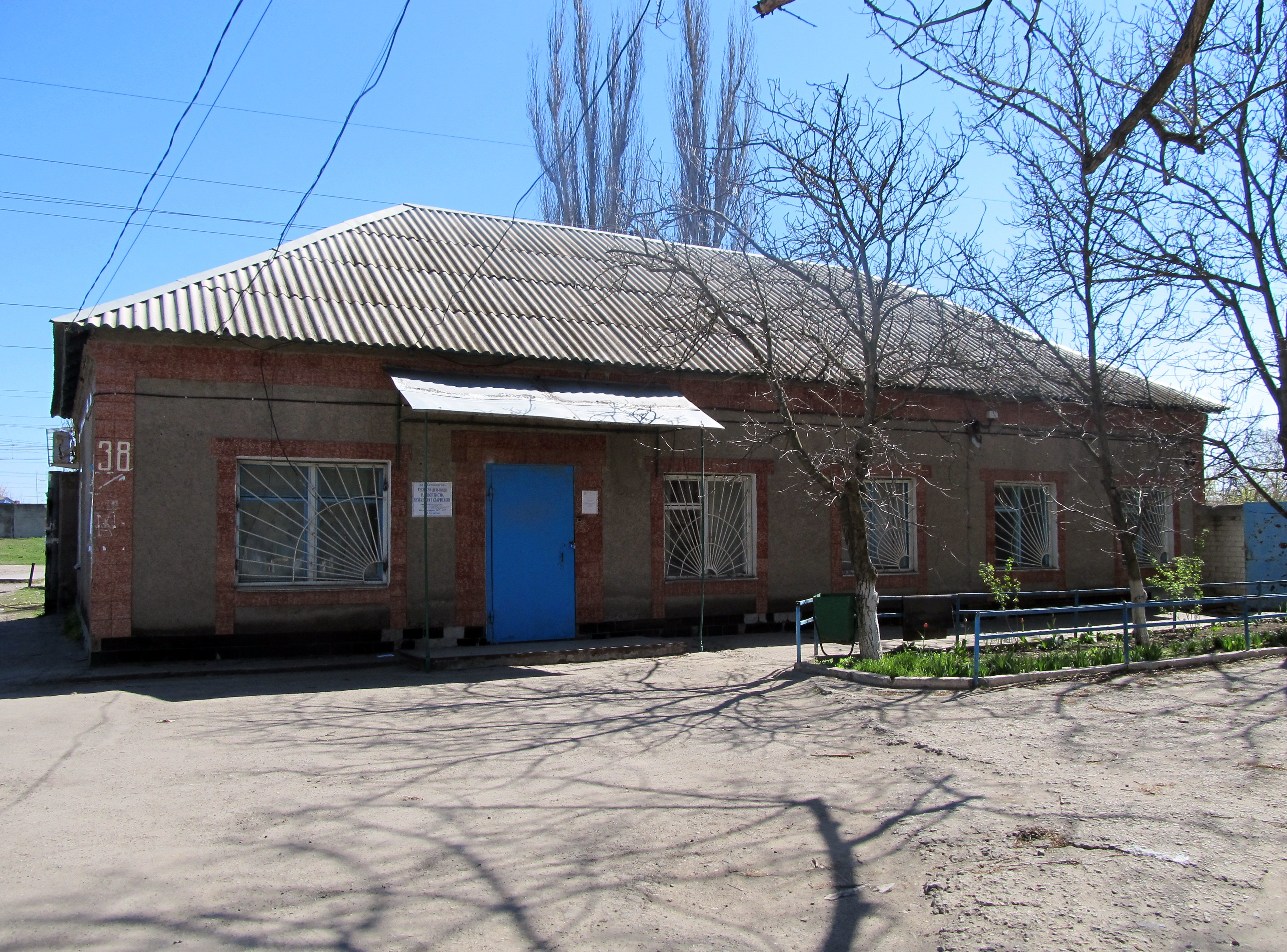
Gvardeyskaya Str., Melitopol, Zaporizhia Oblast, Ukraine 18
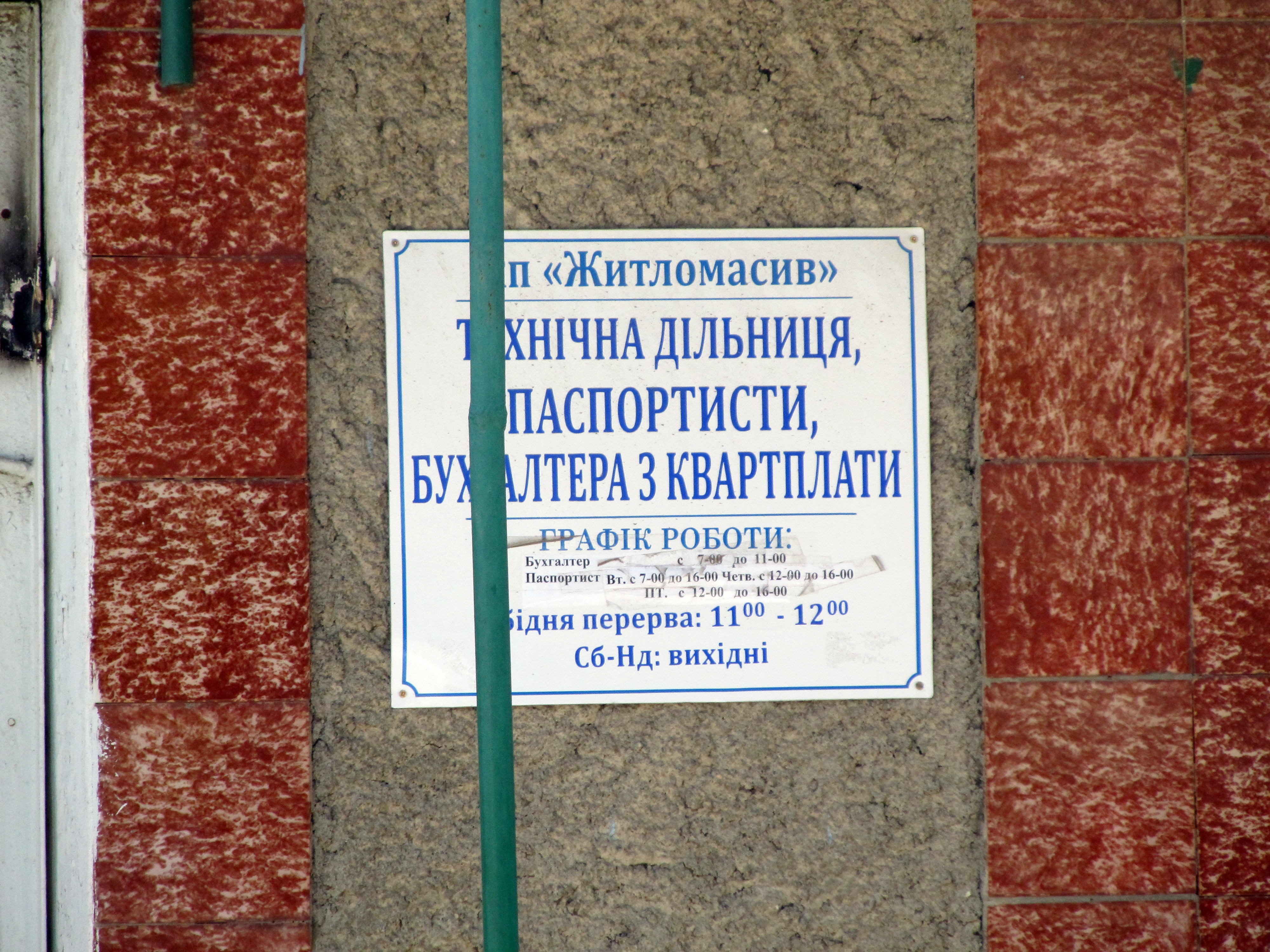
Gvardeyskaya Str., Melitopol, Zaporizhia Oblast, Ukraine 19